# Stade clermontois
 (août 2025).
Si vous disposez d'ouvrages ou d'articles de référence ou si vous connaissez des sites web de qualité traitant du thème abordé ici, merci de compléter l'article en donnant les références utiles à sa vérifiabilité et en les liant à la section « Notes et références ».
Le Stade clermontois est un club omnisports basé à Clermont-Ferrand.

## Le club
Le Stade clermontois est créé sous le nom de Club amical sportif clermontois en 1905 grâce à une initiative de jeunes rugbymen surnommés « les diables rouges », le premier grand développement se fait en 1922-1923 avec l’inauguration du stade Philippe-Marcombes puis en 1988 par le nouveau gymnase Honoré et Jean Fleury où se situe le siège social de l’omnisports.
Les équipements du Stade clermontois sont répartis dans la ville entière (Maison des sports ; stade nautique Pierre de Coubertin ; complexe sportif des Cézeaux ; stade Philippe-Marcombes et depuis 2005 le boulodrome Andanson) et font du club omnisports l’un des plus grands clubs omnisports français.
De plus, de par ses vingt et une sections et associations et plus de 3 600 adhérents le Stade clermontois propose de nombreuses disciplines notamment le basket-ball (depuis 1928), la lutte (1929), le tennis (1945), le judo (1946), la boxe anglaise (1955), l’haltérophilie (1962), la natation (1962), le karaté (1969), le basket-ball féminin (1972), le handball (1973), l’archerie (1975), la gymnastique (1976), la boxe française (1977), le boulisme (1981), le volley-ball (1950), le tennis de table (1994), l’escrime (1986) et enfin la pétanque en 2003. Le Stade clermontois est un club omnisports qui compte 15 sections (archerie, athlétisme, sport-boules, boxe anglaise, boxe française, canne de combat, escrime, gymnastique, haltérophilie-musculation, lutte, pétanque, rugby à XV, tennis, tennis de table et volley-ball) et 5 sections dites conventionnées (basket-ball masculin dit SCBA, basket-ball féminin dit Stade clermontois basket féminin, handball, judo, karaté et natation).
Deux associations se sont créées : 
- L’Amicale des ex du rugby (1938)
- Les Amis du Stade clermontois (1988) conventionnés en 2010

Le club est surtout connu pour ses équipes de basket-ball. Le Stade clermontois a aussi de nombreuses sections avec des équipes en National, telles que le handball, le tennis de table, le tir à l'arc, les boules lyonnaises.

## Sections
- Archerie
- Athlétisme
- Basket-ball Voir :
  - Stade clermontois Basket Auvergne (masculins)
  - Stade clermontois Auvergne Basket 63 (féminines)
- Sport-boules
- Boxe française
- Boxe anglaise
- Canne de combat
- Escrime
- Gymnastique
- Haltérophilie
- Judo
- Karaté
- Lutte
- Handball Voir :
  - Stade clermontois Handball
- Natation
- Pétanque
- Rugby à XV
  - Stade clermontois rugby
- Tennis
- Tennis de Table
- Volley-ball

## Football
Il existait une section football qui a fusionné en 1984 avec celle de l'AS Montferrand, donnant naissance au Clermont Football Club (devenu après un dépôt de bilan en 1990 le Clermont Foot Auvergne).